# Seibold (Adelsgeschlecht)

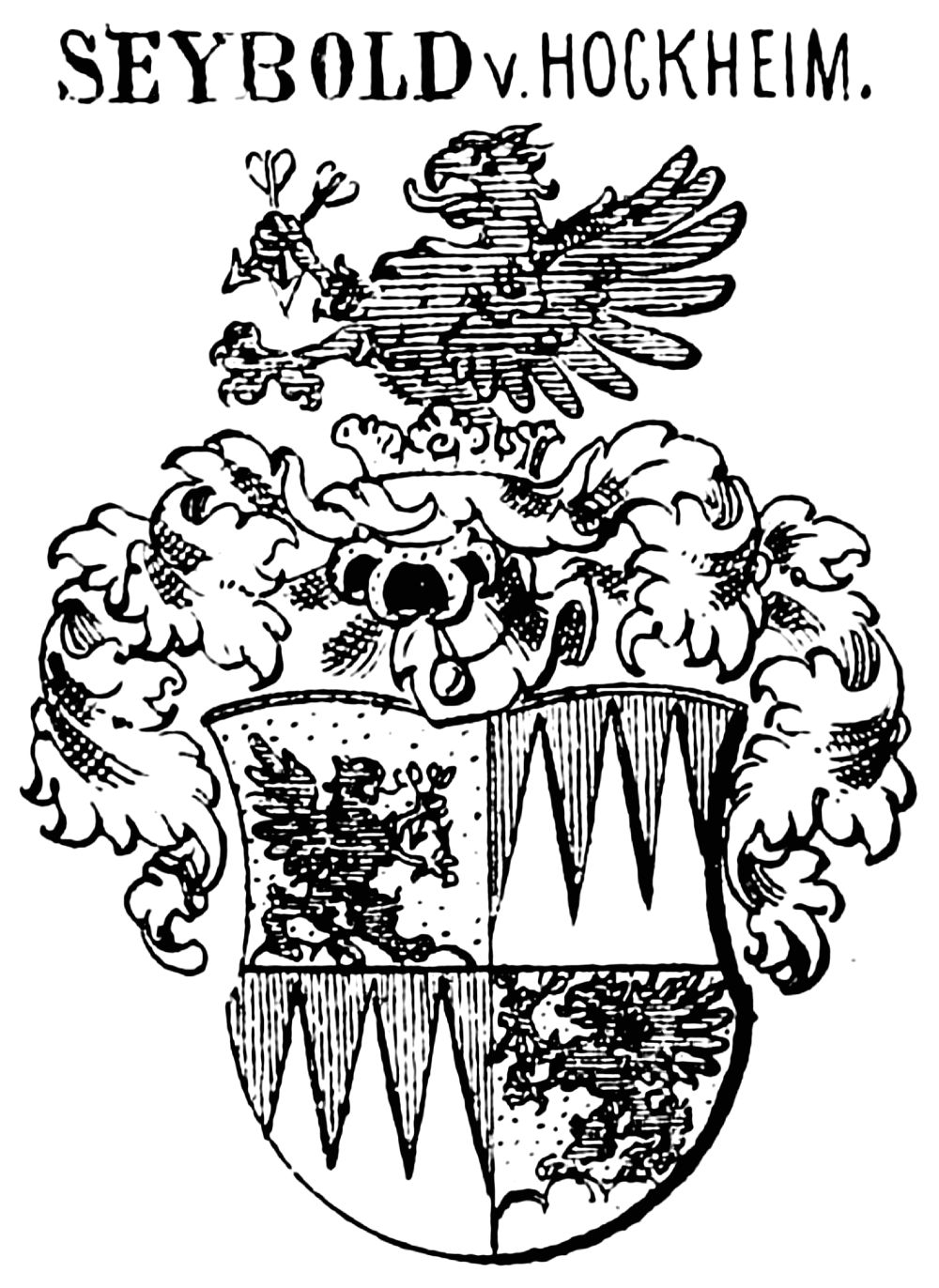
Wappen der Seybold von Horkheim

Seibold (auch Seybold) ist der Name eines schwäbischen Adelsgeschlechts.
Im Jahr 1622 erwarb der württembergische Oberleutnant Georg Seybold die Burg Horkheim sowie den Ort Horkheim. Beide wurden an Pächter vergeben. Der Sohn Georgs war Wilhelm Ludwig von Seybold.
Von 1634 bis 1673 zählten die Seibold wegen Horkheim als ritterschaftliche Familie zum Ritterkanton Kocher des Ritterkreises Schwaben.
Der Sohn von Wilhelm Ludwig Johann von Seibold war der letzte Vertreter seines Geschlechts. Der Ritterkanton Kocher bat den pfälzischen Lehnhof 1686, das Lehen der Seybolds in ein Kunkellehen umzuwandeln. Dem wurde entsprochen. Dadurch fiel der Besitz durch die Tochter Johann von Seybolds in den Besitz von deren Ehemann Hans Ulrich von Remchingen.

## Wappen
Das Wappen ist von Gold und Rot quadriert, Feld 1 und 4 auf silbernem Dreiberg ein einwärts gekehrter blauer Greif, in der Kralle zwei schräggekreuzte gesenkte Pfeile, 2 und 3 drei silberne bis zum Oberrand reichende Spitzen. Auf dem Helm mit rechts blau-goldenen, links rot-silbernen Decken der Greif wachsend.